# Metropolia Santiago de Cuba
Metropolia Santiago de Cuba – metropolia rzymskokatolicka na Kubie.

## Diecezje wchodzące w skład metropolii
- Archidiecezja Santiago de Cuba
- Diecezja Guantánamo-Baracoa
- Diecezja Holguín
- Diecezja Santisimo Salvador de Bayamo y Manzanillo

## Biskupi
- Metropolita: abp Dionisio García Ibáñez (od 2007) (Santiago de Cuba)
- Sufragan: bp Wilfredo Pino Estévez (od 2006) (Guantanamo)
- Sufragan: bp Emilio Aranguren Echeverria (od 2005) (Holguin)
- Sufragan: bp Álvaro Julio Beyra Luarca (od 2007) (Bayamo)

## Główne świątynie
- Katedra Wniebowzięcia Najświętszej Maryi Panny w Santiago de Cuba
- Katedra św. Katarzyny del Ricci w Guantánamo
- Katedra św. Izydora w Holguín
- Katedra Najświętszego Zbawiciela w Bayamo